# BIRDS (曲)
「BIRDS」（バーズ）は、德永英明の3枚目のシングル。1987年5月21日に発売された。

## 概要
前作「夏のラジオ」から9か月後に発売された。同名アルバム『BIRDS』と同日発売。

## 収録曲
全作曲：德永英明
1. BIRDS
作詞：大津あきら、編曲：川村栄二
2. 夏の素描
作詞：秋谷銀四郎、編曲：和泉一弥

## カバー
- ジャッキー・チュン「太陽星辰」(#1)
- アラン・タム「不見不散」(#2)